# Butch Cassidy
Butch Cassidy [but͡ʃ kesidi]IPA (13. dubna 1866 Beaver, Utah – 7. listopadu 1908, San Vicente, Bolívie), rodným jménem Robert LeRoy Parker, byl proslulý železniční a bankovní lupič a známý pistolník na divokém západě.
Vyrůstal v Circleville jako prvorozený syn z celkem 13 dětí Maximilliána Parkera a Anny Campbellé Gilliesé.